# Preactis millardae
Preactis millardae är en havsanemonart som beskrevs av England in England och Robson 1984. Preactis millardae ingår i släktet Preactis och familjen Preactiidae. Inga underarter finns listade i Catalogue of Life.

## Bildgalleri

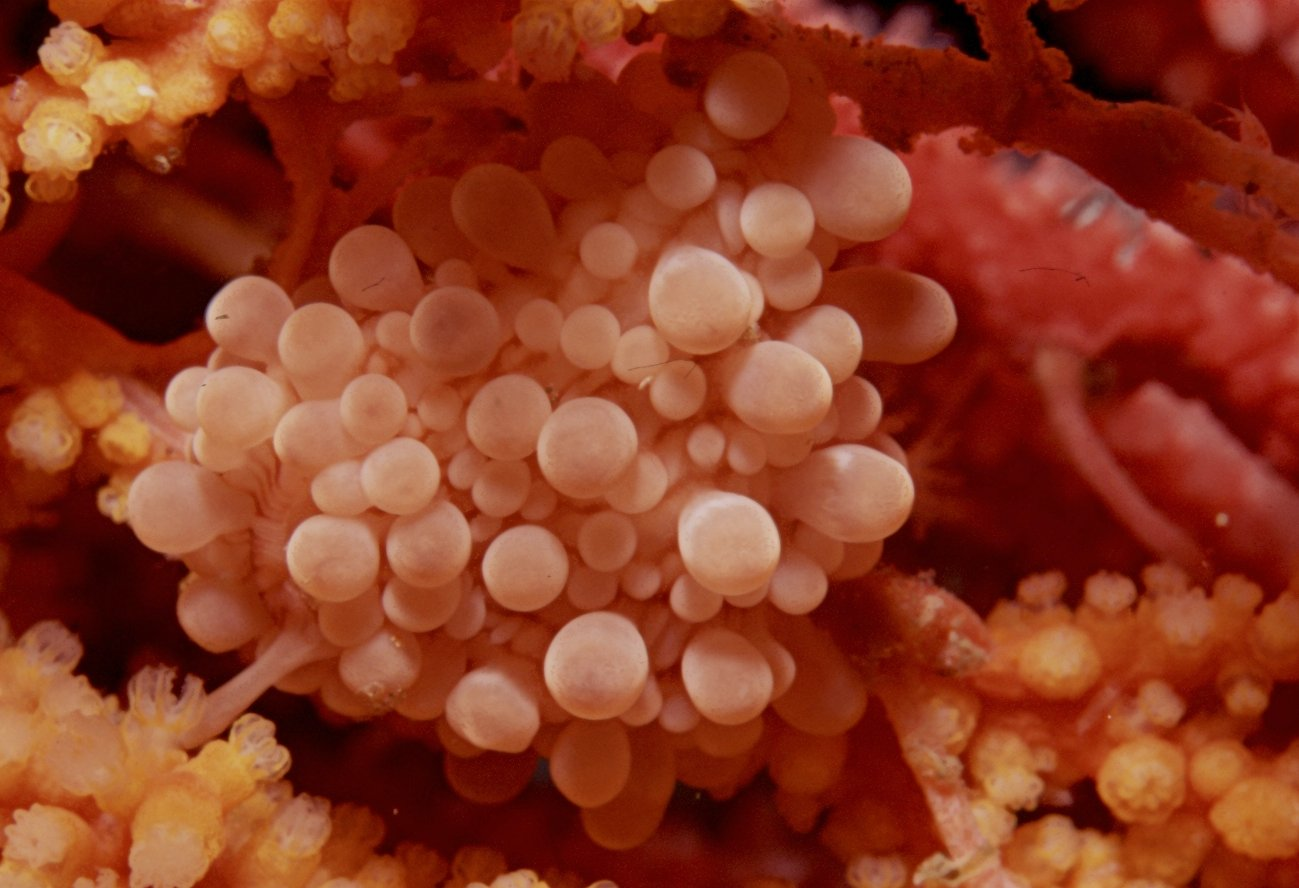